# Thryssa scratchleyi
Thryssa scratchleyi ist die am größten werdende Fischart aus der Familie der Sardellen. Sie kommt hauptsächlich im Süßwasser in einigen Gebieten Australiens und Neuguineas vor. In Australien wird die Art Freshwater Anchovy (Süßwasser-Sardelle) genannt.

## Merkmale
Der Schwarmfisch erreicht eine maximale Länge von 40 Zentimetern, normalerweise werden die Fische etwa 20 Zentimeter lang. Der Körper ist komplett silbern gefärbt und schimmert am Rücken leicht stahlblau. Der Oberkiefer ist länger als der Unterkiefer. Die Rückenflossen werden von 12–13, Die Afterflosse von 38–42 und die Brustflossen von 13 Flossenstrahlen aufgespannt. Die Anzahl der bauchseitigen, gekielten Schuppen vom Hals bis zum Anus beträgt 27–31.

## Verbreitung und Lebensweise
Thryssa scratchleyi kommt in Australien vereinzelt im Einzugsbereich des Golf von Carpentaria vor, dort im Roper River, Leichhardt River, Flinders River, Gilbert River, Mitchell River und Archer River. Außerdem gibt es Vorkommen im südlichen Zentral-Neuguinea (Fly-Flusssystem und Lorentz).
Thryssa scratchleyi ist die einzige australische Sardellenart, die überwiegend im Süßwasser lebt. Die Schwärme halten sich bevorzugt in den tieferen Bereichen der Flüsse und den damit verbundenen stehenden Gewässern auf, auch im Brackwasser von Ästuaren. Die Fische werden sowohl in klarem als auch in trübem Wasser angetroffen.
Wahrscheinlich pflanzt sich diese Sardellenart im Süßwasser fort, da Jungfische in den Oberläufen einiger Flüsse in Queensland gefangen wurden. Die Nahrung der Fische besteht aus kleinen Krebstieren, Fischen, Insekten und Pflanzenmaterial.